# Ernst-Heinrich Schmauser

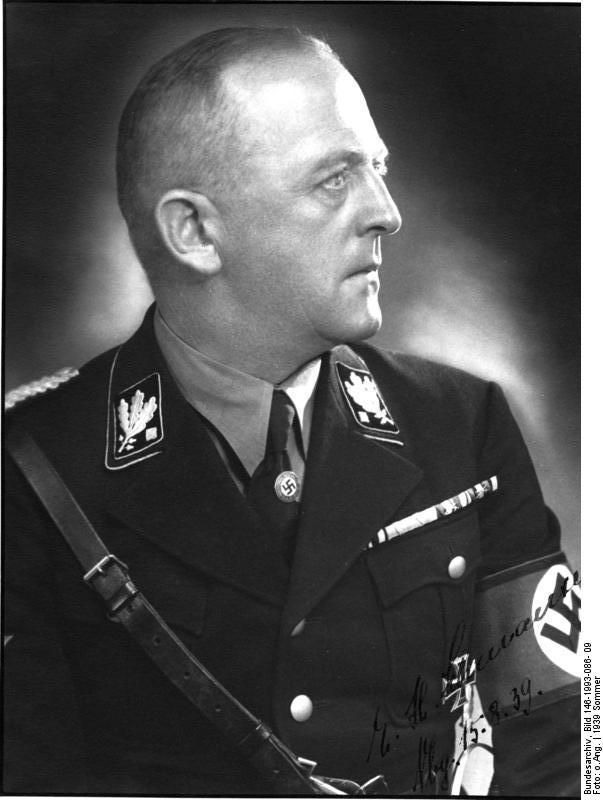
Ernst-Heinrich Schmauser

Ernst-Heinrich Schmauser (* 18. Januar 1890 in Hof (Saale); † vermisst am 10. Februar 1945 bei Altenrode, Landkreis Breslau) war ein deutscher SS-Obergruppenführer, General der Polizei und Waffen-SS, Höherer SS- und Polizeiführer Breslau sowie Mitglied des Reichstags für die NSDAP.

## Leben und Wirken
Schmauser wurde als Sohn eines Kaufmanns geboren. Er besuchte die Volksschule und die Realschule in Hof an der Saale, anschließend die Oberrealschule in Bayreuth. Nach dem Abitur schlug er die Offizierslaufbahn in der Bayerischen Armee ein und gehörte für ein Jahr dem 11. Infanterie-Regiment „von der Tann“ in Regensburg an. Danach wechselte er als Fahnenjunker in das 9. Infanterie-Regiment Nr. 133 der Sächsischen Armee in Zwickau.
Nach der Ausbildung an der Kriegsschule in Hannover nahm er von 1914 bis 1918 als Kompanieführer am Ersten Weltkrieg teil und kämpfte mit den Infanterie-Regimentern Nr. 133 und 183 an der Westfront. Er wurde dreimal verwundet und mit beiden Klassen des Eisernen Kreuzes, dem Verwundetenabzeichen in Silber und dem Ritterkreuz II. Klasse des Albrechts-Ordens mit Schwertern ausgezeichnet. Am 9. November 1915 erhielt er zudem das Ritterkreuz des Militär-St. Heinrichs-Ordens.
1919 nahm Schmauser unter Verleihung des Charakters als Hauptmann seinen Abschied aus der aktiven Dienst mit der Erlaubnis, weiterhin die Uniform des 9. Infanterie-Regiments Nr. 133 tragen zu dürfen.
Von 1919 bis 1933 arbeitete Schmauser im Bankfach als Kassierer in Zwickau. Seine Heirat erfolgte 1921, aus der Ehe gingen zwei Kinder hervor. Schmauser gehörte 1924 dem Völkisch-Sozialen Block an und wurde Leiter der SA in Zwickau. Anfang März 1930 trat er der NSDAP (Mitgliedsnummer 215.704) bei und wurde am 14. Oktober 1930 im Rang eines SS-Sturmbannführers in die SS (SS-Nr. 3.359) aufgenommen, in der er im April 1937 bis zum SS-Obergruppenführer aufstieg. Ab Mitte Dezember 1930 leitete er die SS-Brigade 7 in Sachsen und ab August 1932 den SS-Abschnitt XVI (Provinz Sachsen).
Bei der Reichstagswahl im Juli 1932 wurde Schmauser als Kandidat der NSDAP für den Wahlkreis 20 (Leipzig) in den Reichstag gewählt, dem er zunächst bis zum November 1932 angehörte. Bei der Reichstagswahl vom November 1932 verlor Schmauser sein Mandat. Ein Jahr später, im November 1933, kehrte Schmauser als Abgeordneter der NSDAP ins Parlament zurück, dem er in der Folge bis zu seinem Tod im Februar 1945 angehörte. Im nationalsozialistischen Reichstag vertrat er erst (November 1933 bis Februar 1936) den Wahlkreis 24 (Oberbayern-Schwaben), dann vom 29. März 1936 bis Februar 1945 den Wahlkreis 26 (Franken).

### Zeit des Nationalsozialismus (1933 bis 1945)
Ende Juli 1933 gab Schmauser auf Anforderung von Heinrich Himmler seine Berufstätigkeit auf und übernahm die Führung des SS-Oberabschnitts Süd mit Dienstsitz München. Am 1. April 1936 wurde er zum SS-Oberabschnittsführer Main mit Sitz Nürnberg ernannt. Während des Zweiten Weltkrieges war Schmauser als SS-Obergruppenführer und Höherer SS- und Polizeiführer ab dem 20. Mai 1941 in Breslau, später auch Führer des SS-Oberabschnitts Süd-Ost.
Schmauser begleitete Himmler während dessen Visiten im KZ Auschwitz am 1. März 1941 und Mitte Juli 1942. Am 17. Juli 1942 besichtigten u. a. Himmler und Schmauser im Lager im Bunker II die Ermordung von Menschen durch Gas. Am Abend desselben Tages nahm Schmauser noch an einem Empfang des Gauleiters Fritz Bracht für Himmler teil, bei dem auch Lagerkommandant Rudolf Höß, Hans Kammler und Joachim Caesar teilnahmen.
Am 20. Januar 1945, kurz bevor am 27. Januar die Rote Armee (1. Ukrainische Front) das KZ Auschwitz befreite, sollten auf Befehl von Schmauser tausende Gefangene ermordet werden, 700 Gefangene aus Auschwitz-Birkenau und anderen Nebenlagern wurden durch Sondereinheiten der SS ermordet. Knapp 8000 Inhaftierte entkamen dem Tod, weil auch SS-Chargen lieber ihre eigene Haut retten wollten, als den Befehl auszuführen.
Schmauser, bereits seit April 1941 General der Polizei, wurde am 1. Juli 1944 zum General der Waffen-SS ernannt. Am 10. Februar 1945 war er mit dem Auto nach Breslau unterwegs, als ihn deutsche Truppen in der Nähe von Altenrode darauf hinwiesen, dass die sowjetischen Panzerspitzen die Straßenverbindung bereits unterbrochen hatten. Schmauser schenkte der Warnung jedoch keinen Glauben und fuhr weiter. Seitdem gilt er als vermisst. Es wird angenommen, dass er der Roten Armee in die Hände fiel und entweder sofort oder später in der Gefangenschaft erschossen wurde.